# Szańcowiec

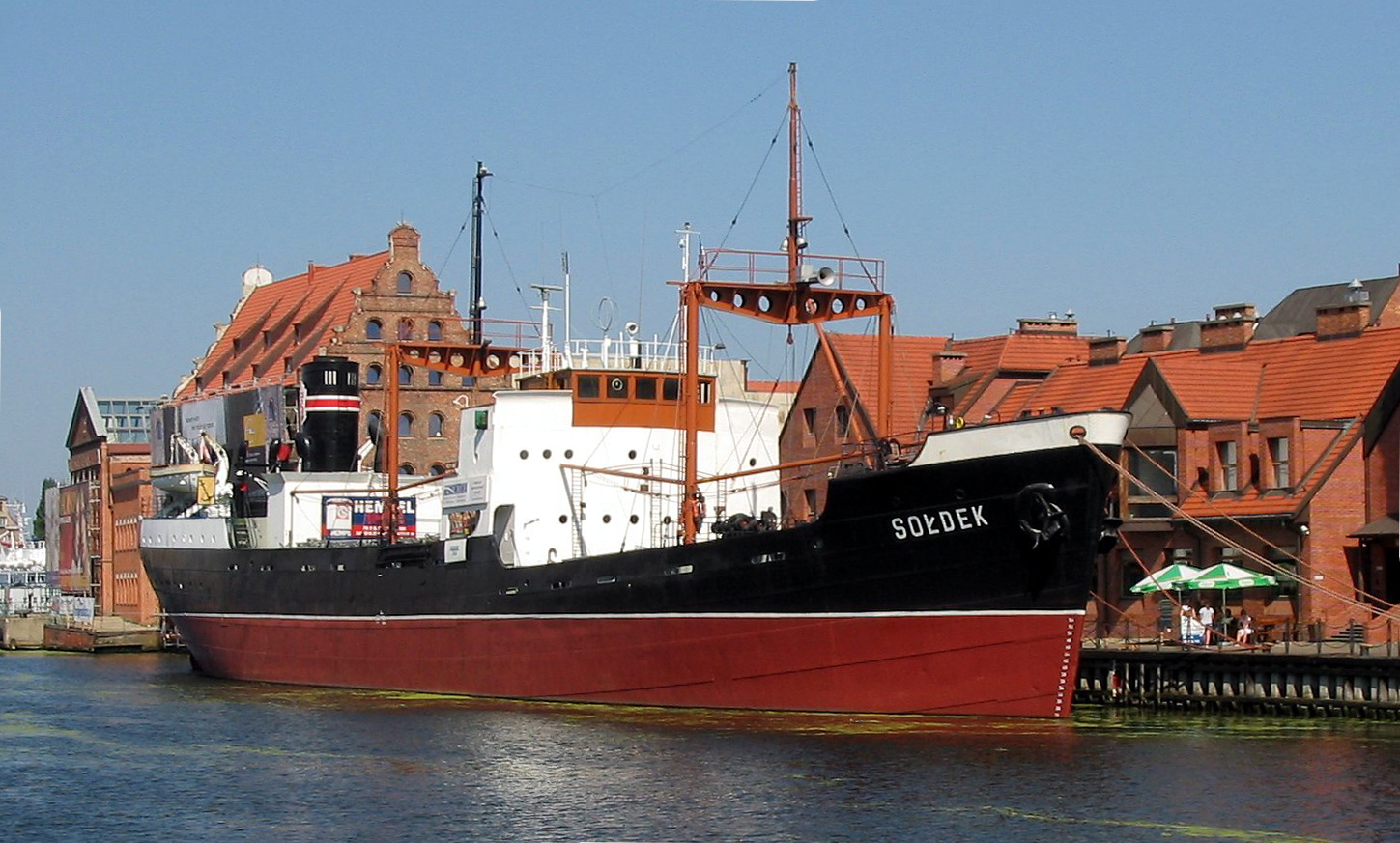
SS „Sołdek”

Szańcowiec – towarowy statek morski posiadający pokład, zwany szańcowym, nad ładownią rufową podniesiony o pół wysokości w stosunku do pokładu nad pozostałymi ładowniami (ok. 125 cm). Czasem pokład szańcowy ciągnie się do śródokręcia, np. na „Sołdku” zaczyna się od przedniej ściany nadbudówki na śródokręciu.
Zwiększenie pojemności ostatnich ładowni ułatwia trymowanie, szczególnie na małych i średnich jednostkach. Początkowo podniesienie pokładu kompensowało miejsce zajmowane przez tunel wału śruby. 
Przedstawicielem szańcowca jest rudowęglowiec SS Sołdek.